# Mar chileno

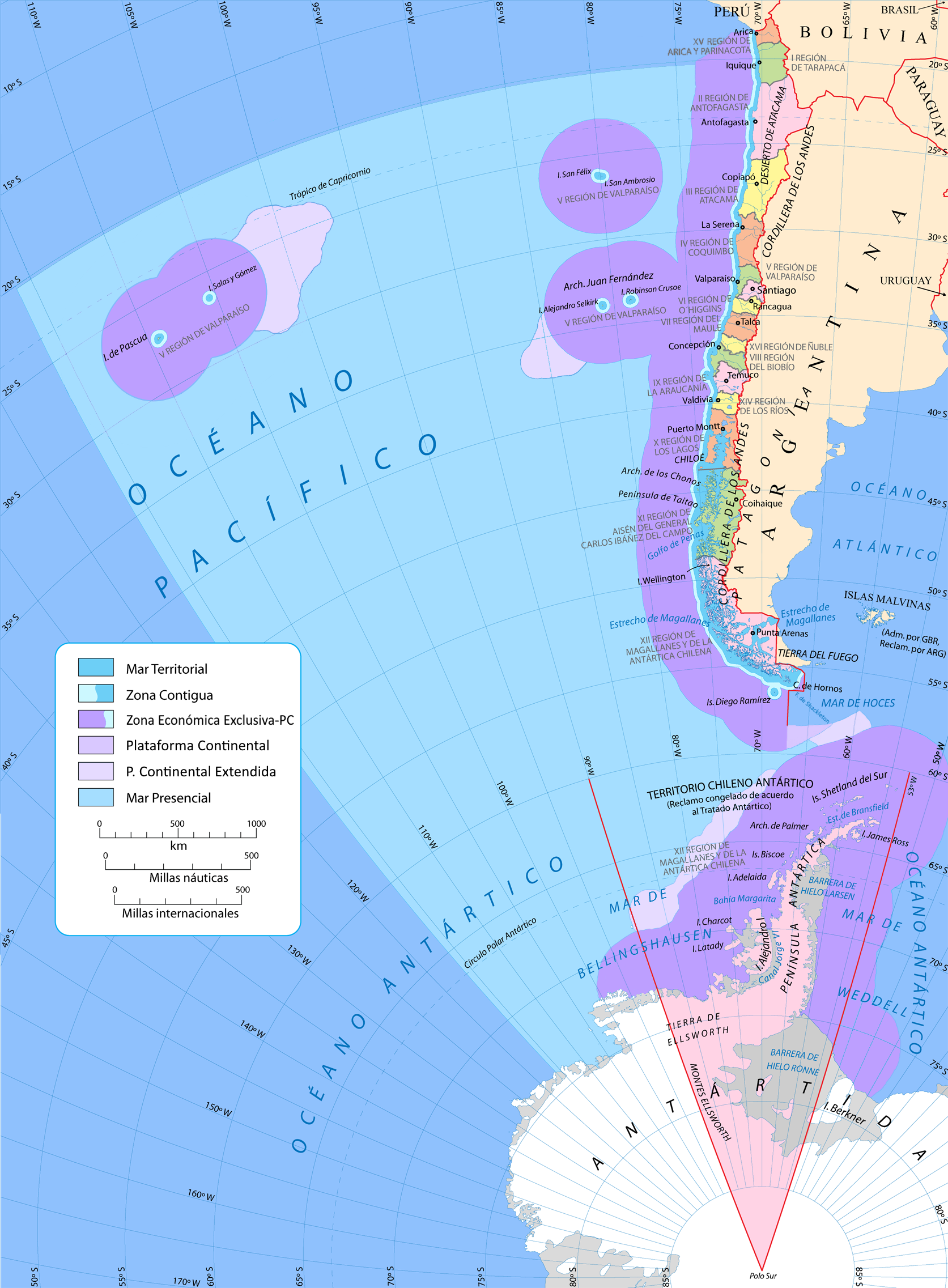
Mapa do Mar Chileno

Mar Chileno é a faixa costeira do Chile. Corresponde às águas que circundam a costa continental até às 200 milhas marítimas a oeste da linha de maré baixa, e no caso das Ilhas Páscoa, e Sala y Gómez, 350 milhas marítimas.
1. ↑  «Salmón de Chile» (em inglês). Consultado em 10 de agosto de 2025